# Lars Svenson (läkare)
Lars Oskar Svante Svenson, född 1 december 1898 i Karlshamn, död 31 januari 1960 i Kalmar, var en svensk öronläkare.
Lars Svenson var son till byggmästaren Svante Svensson. Efter skolgång i Karlshamn och Lund avlade han studentexamen 1918 och studerade därefter vid Lunds universitet, blev medicine kandidat 1923 och medicine licentiat 1929. 1927–1936 innehade han olika amanuens- och underläkarförordnanden bland annat i Lund, Landskrona, Malmö och Göteborg, och var extra läkare vid Kalmar länslasaretts avdelning för öron-, näs- och halssjukdomar 1936–1938. Han var lasarettsläkare i Kalmar från 1939. Svenson var från 1946 flygläkare av första graden i flygvapnets reserv. Han företog ett flertal studieresor bland annat till Storbritannien, Frankrike, Tyskland, Schweiz, Österrike, Nederländerna och USA. 1938 var han assistant professor vid Temple University Hospital i Philadelphia. I sitt vetenskapliga författarskap ägnade han sig främst åt otorhino-laryngologi och senare särskilt åt flygotologi.